# (37570) 1989 UD1
(37570) 1989 UD1 là một tiểu hành tinh vành đai chính. Nó được phát hiện bởi Yoshiaki Oshima ở Gekko Observatory ở Shizuoka Prefecture of Nhật Bản, ngày 25 tháng 10 năm 1989.